# Riolama luridiventris
Espèce
Riolama luridiventris est une espèce de sauriens de la famille des Gymnophthalmidae.

## Répartition
Cette espèce est endémique de l'État d'Amazonas au Venezuela. Elle se rencontre sur le Cerro Marahuaca.

## Publication originale
- Esqueda, La Marca & Praderio, 2004 : Una nueva especie de lagarto altotepuyano del género Riolama (Squamata: Gymnophthalmidae) del Cerro Marahuaca, Estado Amazonas, Venezuela. Herpetotrópicos, vol. 1, no 2, p. 11-17.